# Henri Gabriel
Pour les articles homonymes, voir Gabriel.
Peintre, graveur et sculpteur, Henri-Jean Brouwers, dit Henri Gabriel (1918-1994), est une figure importante de l'« Op Art » ou art cinétique en Belgique.
Il réalise des sculptures cinétiques remarquables, souvent des “mobiles” en papier, aluminium ou plexi, suspendus au plafond par un fil de nylon et mis en mouvement par la main du spectateur.
Il produit également des bijoux et des tapisseries.

## Biographie
Naissance en 1918 à Anderlecht (Bruxelles).
Découvre Calder en 1958. Autodidacte, il réalise ses premières œuvres relevant de l'art cinétique vers 1960 avec des morceaux de feuilles de buvards blancs découpés, perforés et superposés.
Il réalise également des dessins sur papiers métallisés.
Ses œuvres, basées sur les formes géométriques, donnent une impression de relief grâce à la lumière naturelle.
À partir de 1964, ses mobiles optico-spatiaux en aluminium et plexi constitués de formes géométriques simples, interagissent avec la lumière, le mouvement et l'espace.
En 1965, avec les artistes Emiel Bergen, Gilbert Decock, Victor Noël et Marcel-Henri Verdren, il fonde le groupe D4, dont le nom fait référence aux quatre dimensions, lumière et mouvement.
Avec l'arrivée, en 1966, de Jo Delahaut, le groupe change de nom et opte pour le terme évocateur de Geoform, définissant d'emblée l'orientation plastique choisie.
Coéditeur de la revue américaine Leonardo.
Il décède en 1994 à Anderlecht.
Rétrospectives aux Musées de Verviers et de Mons en 1995.

## Citation
« 1958, c'était, à Bruxelles, l'année fastueuse de l'Exposition Universelle... j'avais quarante ans...
au spectacle de cet incroyable débordement d'intelligence, de goût, de virtuosité, de sensibilité, de force et d'imagination, je fus modestement tenté de tracer ma voie parmi celles de tous les artistes du mode.
Dans mes dessins, puis dans mes aquarelles, mon premier désir fut de capter et de donner une impression de mouvement. Autodidacte orienté dans la vie par des études purement techniques, il était naturel que je sois avant tout attiré vers les formes d'un art géométrique apparenté à l'Op Art. »

## Muséographie
- Musées Royaux des Beaux-Arts de Belgique, Bruxelles